# Чериано Лагето
Чериа̀но Лагѐто (на италиански: Ceriano Laghetto, на западноломбардски: Cerian, Чериан) е градче и община в Северна Италия, провинция Монца и Брианца, регион Ломбардия. Разположено е на 216 m надморска височина. Населението на общината е 6392 души (към 2010 г.).
До 2004 г. общината е част от провинция Милано.